# Малые Льзи

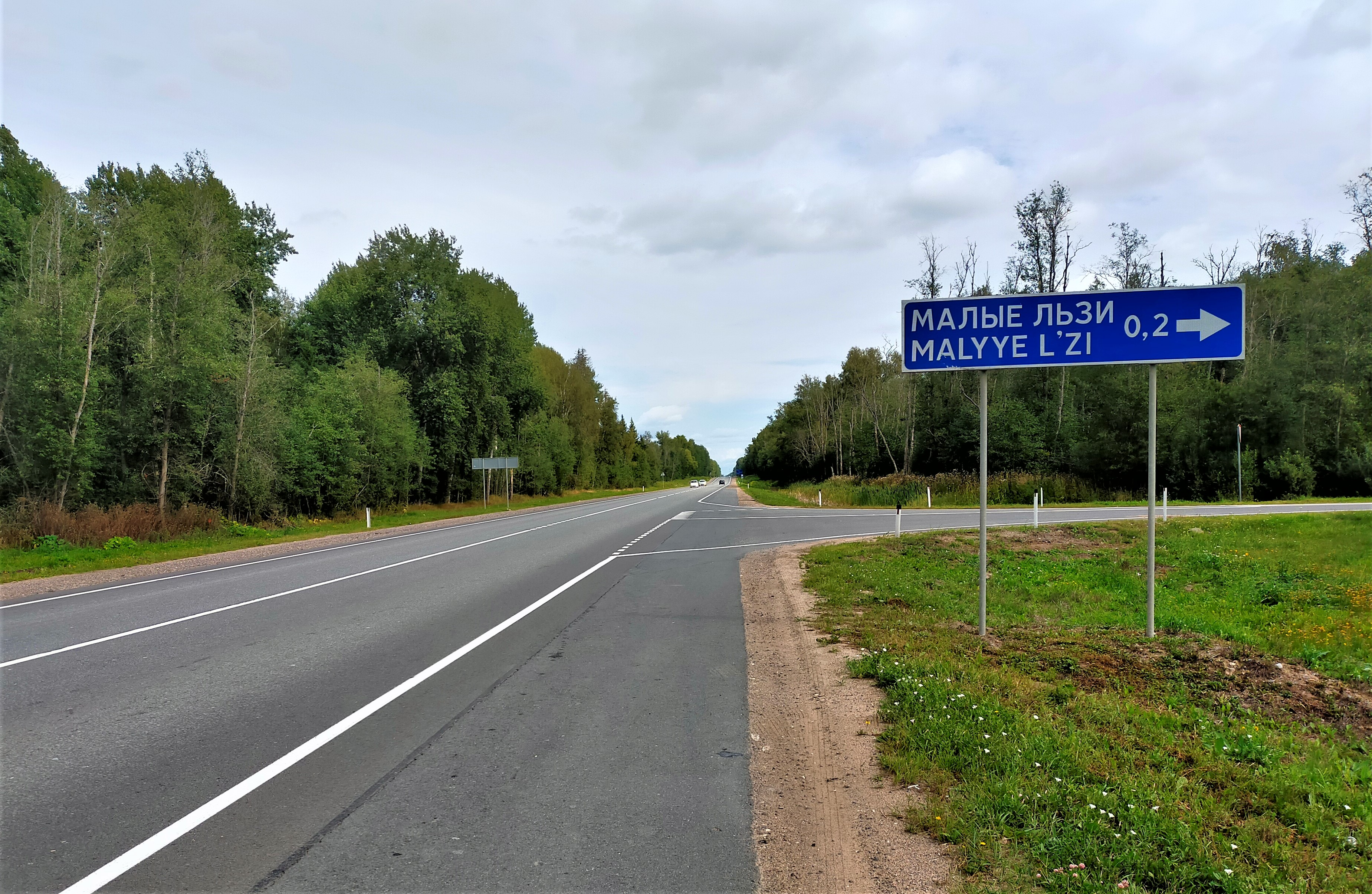
Дорожный указатель на автодороге Р-23

Малые Льзи — деревня в Плюсском районе Псковской области, входит в состав сельского поселения Запольская волость.
В 1864 году временнообязанные крестьяне деревни выкупили свои земельные наделы у В. Н. Хотимской и стали собственниками земли.
Расположена в 1 км от автодороги Санкт-Петербург — Киев (М20), в 17 км к юго-западу от райцентра посёлка городского типа Заплюсье, и в 7 км к югу от волостного центра Заполье. Восточнее примыкает к деревне Большие Льзи.
Численность населения деревни по оценке на конец 2000 года составляла 16 человек, по переписи 2002 года — 11 человек.